# ستيف غارفي (لاعب كرة قاعدة)
ستيف غارفي (بالإنجليزية: Steve Garvey)‏ هو لاعب كرة قاعدة أمريكي، ولد في 22 ديسمبر 1948 في تامبا في الولايات المتحدة.

## وصلات خارجية
- ستيف غارفي على موقعبيزبول رفرنس.كوم (الدوري الرئيسي) (الإنجليزية)
- ستيف غارفي على موقعبيزبول رفرنس.كوم (الدوري الثانوي) (الإنجليزية)
- ستيف غارفي على موقع جمعية أبحاث البيسبول الأمريكية (الإنجليزية)
- ستيف غارفي على موقع إي إس بي إن.كوم (أم.أل.بي) (الإنجليزية)
- ستيف غارفي على موقع مشجعي الرسوم البيانية (الإنجليزية)
- ستيف غارفي على موقع قاعة فلوريدا للمشاهير الرياضية (الإنجليزية)
- ستيف غارفي على موقع قاعة كاليفورنيا للمشاهير الرياضية (الإنجليزية)
- ستيف غارفي على موقع IMDb (الإنجليزية)
- ستيف غارفي على موقع إن إن دي بي (الإنجليزية)
- ستيف غارفي على موقع قاعدة بيانات الفيلم (الإنجليزية)